# Carlos Mendieta
Carlos Mendieta y Montefur (ur. 4 listopada 1873, zm. 27 września 1960) – kubański pułkownik i polityk, uczestnik wojny o niepodległość kraju, liberał, a następnie – od 1923 – działacz Unii Narodowej. Przeciwnik Gerardo Machado, po jego obaleniu objął tymczasowo urząd prezydenta od 18 stycznia 1934 do rezygnacji11 grudnia 1935 przy faktycznej władzy Fulgencio Batisty.